# ヤスジチョウチョウウオ
ヤスジチョウチョウウオ（八筋蝶々魚、学名：Chaetodon octofasciatus）は、スズキ目チョウチョウウオ科に分類される魚類の一種。種小名・英名・和名いずれも「8本の線」を意味する。　

## 形態
- 全長12cm[3]。
- 白地の個体（画像上）と黄色地の個体（画像下）がいる[3]。
- 通常は8本の黒く細い帯が横に伸びるが、稀にヒョウ柄のものも発生する[4]。

## 生態
サンゴのポリプを専食する。
水深20mまでのサンゴ礁にペアで生息する。幼魚はミドリイシの間で群れる。

## 分布
西部太平洋、東部インド洋。日本では白地の個体が見られる。

## 人とのかかわり
観賞魚。ポリプ食のため飼育は難しい。